# 制表符分隔值
制表符分隔值 （Tab-separated values，TSV）格式文件是一种用于储存数据的文本格式文件，其数据以表格结构（例如 数据库 或 电子表格 数据）储存。每一行储存一条记录。 每条记录的各个字段间以制表符作为分隔。
TSV 格式是一种被广泛支持的文件格式，它经常用来在不同的计算机程序之间传递数据，支持格式。 例如，TSV文件可以用来在数据库和电子表格之间传递数据。
TSV 格式是逗号分隔值（CSV）格式的一种变体，CSV 格式以逗号作为字段间的分隔符号，因为逗号本身是一种很常见的文本数据，因此常常会引起一些问题，而制表符在文本数据中相对少见。在 IANA 标准中，数据字段内禁止使用制表符。